# Попасная (станция)
Попа́сная (укр. Попасна) — крупная узловая железнодорожная станция I класса Донецкой железной дороги, которая находится в одноимённом городе Попасная Луганской области Украины.
Здание железнодорожного вокзала на станции является памятником архитектуры местного значения под названием «Железнодорожный вокзал» (охранный № 243-Вр). Взят на государственный учёт решением Луганского облисполкома № 54, от 20 февраля 1992 года. Станция упомянута в знаменитом произведении Ильфа и Петрова «Двенадцать стульев».

## История
Станция основана 1 декабря 1878 года в Бахмутском уезде, Екатеринославской губернии, России. Основание станции, а при ней — посёлка железнодорожников Попасная, связано с прокладкой Донецкой каменоугольной железной дороги, строительством которой тогда занималось акционерное общество известного русского промышленника и мецената Саввы Ивановича Мамонтова, организовавшего акционерное общество «Донецкая дорога». Датой основания станции является день начала движения по линиям Дебальцево — Попасная и Попасная — Краматорск. В то же время на станции Попасная было построено паровозное депо I класса, рассчитанное на 12 паровозов. Чуть позже, в 1880 году было открыто движение по железнодорожной линии Попасная — Лисичанск (44 версты), а в 1895 году линия была продлена до Купянска. Вокзал станции Попасная был построен в 1893 году и работает по сей день. Несмотря на все реконструкции, архитектурный стиль вокзала не был видоизменён. В начале XX века Попасная стала крупным железнодорожным узлом, через который на север страны отправлялся уголь и металл с Донецкого угольно-металлургического бассейна. В 1905 году на станции Попасная находился стачечный комитет. Об этом гласит мемориальная доска на здании вокзала. В 1917 году в здании вокзала станции Попасная работал штаб Красной Гвардии. 2 июня 1919 года в ожесточённом бою под станцией Попасная был взорван бронепоезд «Углекоп», который держал оборону Попасной от офицерской части Добровольческой армии белогвардейцев. На 3-м километре перегона Попасная — Пост 4 километр на высоком холме расположен обелиск в честь бронепоезда. В 1936 году станция и посёлок Донецкой железной дороги были переименованы и носили название станция и посёлок имени товарища Л. М. Кагановича, но в 1943 году станции было возвращено первоначальное название. В начале 1970-х годов на станции была построена сортировочная горка. В 1980 году в строй введён Пост ЭЦ, а в 1986 году была автоматизирована и сортировочная горка. Путевая машинная станция (ПМС-134) в 1982 году была перенесена со станционной территории на новое, более масштабное место в западной части города, в направлении Артёмовска. После распада Союза ССР объёмы движения поездов по станции значительно упали, уменьшилось количество грузов и пассажиров, подвижной состав не обновлялся. В 1996 году была расформирована база запаса локомотивов при локомотивном депо Попасная.

### Станция во времена вооруженного конфликта
В мае 2014 года весь регион Донбасса попал в зону вооруженного конфликта. Это существенно отразилось на работе железнодорожной станции. Начиная с 22 мая 2014 года было заблокировано движение на перегоне Насветевич — Рубежное. Это привело к тому, что все пассажирские поезда, следовавшие через станцию, изменили маршрут следования. Немного позже мост, расположенный на вышеуказанном перегоне, был взорван, в связи с чем дальнейшее движение поездов дальнего следования было невозможным.
Постепенно было отменено также и пригородное сообщение, в связи с неспокойной обстановкой в городе, поскольку дальнейшее движение через станцию не являлось безопасным. В результате станция полностью осталась без пассажирского сообщения.
После восстановления контроля над городом, в котором расположена станция, украинской армией, сам город оказался на границе территорий, подконтрольных властям Украины и самопровозглашенной Луганской Народной Республики. В связи с этим производятся регулярные подрывы железнодорожных путей на территории станции и близлежащих перегонах. Как результат — возобновление пассажирского движения в обозримом будущем планироваться не может.
При этом грузовое движение через станцию осуществляется, в случаях, когда это возможно. Именно с помощью железной дороги существует возможность транспортировки военной техники.
29 декабря был зарегистрирован законопроект, согласно которому железнодорожная станция Попасная, а также вся её инфраструктура, была временно передана под управление Южной железной дороги.
В результате боевых действий в 2022 году  здание вокзала полностью разрушено.

## Дальнее следование по станции
Согласно графику движения пассажирских поездов на 2014/2015, де-юре через станцию должны были следовать три пассажирских поезда дальнего следования, а именно:
- № 125/126 Луганск — Киев;
- № 143/144 Донецк — Санкт-Петербург;
- № 325/326 Харьков — Луганск.

Однако в связи с военным конфликтом на востоке Украины и разрушением железнодорожного моста на 942 км перегона Насветевич — Рубежное все поезда изменили маршрут. При этом технически через станцию пускать поезда было возможно (в объезд через станцию Северск вместо Лисичанска, УЗ предпочла переложить маршрут в объезд станции.
Постепенно ситуация менялась, и планировалось восстановить движение пассажирских поездов после ремонта вышеуказанного моста, который в процессе боевых действий был взорван. Тем не менее, город Попасная оказался на границе территорий, подконтрольных украинской власти и властям самопровозглашенной Луганской Народной Республики, в связи с чем станция регулярно поддается обстрелам.
Как результат, де-факто после введения графика движения поездов на 2014/2015 года, ни один пассажирский поезд так и не проследовал через станцию.